# Concurso de belleza

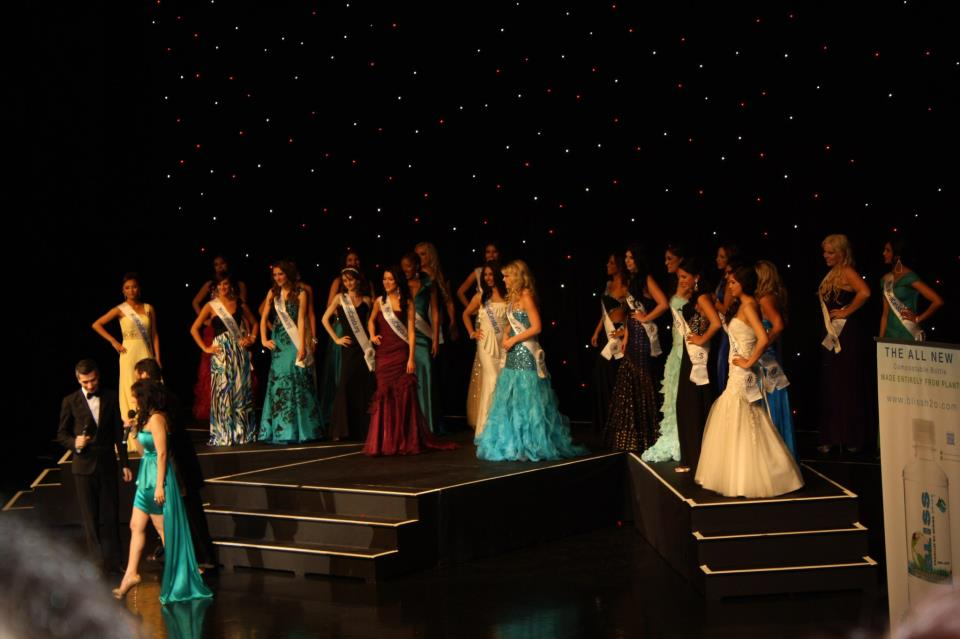
Presentación típica de un concurso de belleza

Un concurso de belleza o certamen de belleza es una competición que tradicionalmente se ha centrado en juzgar y clasificar el atractivo físico de los participantes, aunque la mayoría de ellos han evolucionado para incorporar también rasgos de personalidad, inteligencia, talento y respuestas a las preguntas de los jueces como criterios juzgados. 
Los organizadores de cada concurso pueden determinar las reglas de la competición, incluyendo el rango de edad de los participantes. Las reglas también pueden requerir que los concursantes no estén casados, sean «virtuosos», «aficionados» y estén disponibles para promociones, además de otros criterios. También puede establecer los patrones de vestimenta en los que se juzgará a los participantes, incluido el tipo de traje de baño.
Los concursos de belleza son generalmente de varios niveles, con competiciones locales que se suman a las competiciones más grandes. Por ejemplo, los certámenes internacionales tienen cientos o miles de competiciones locales. Los concursos de belleza infantil se centran principalmente en la belleza, los vestidos, el modelado de ropa deportiva, el talento y las entrevistas personales. Los certámenes de adultos y adolescentes se centran en el maquillaje, el cabello y el traje de gala, el modelado de trajes de baño y las entrevistas personales. Una ganadora de un concurso de belleza femenina a menudo se le conoce como «reina de belleza». Las clasificaciones de los concursantes se conocen como colocaciones o «rankings».
Los posibles premios de los concursos de belleza incluyen títulos, tiaras o coronas, bandas o estolas, cetros, bonos de ahorro, becas y premios en efectivo. Sin embargo, los certámenes de adultos y adolescentes se han estado moviendo más hacia juzgar el habla. Algunos concursos otorgan becas universitarias, al ganador o a varios finalistas.
Entre los certámenes internacionales más sonados están:

## Historia de los concursos de belleza

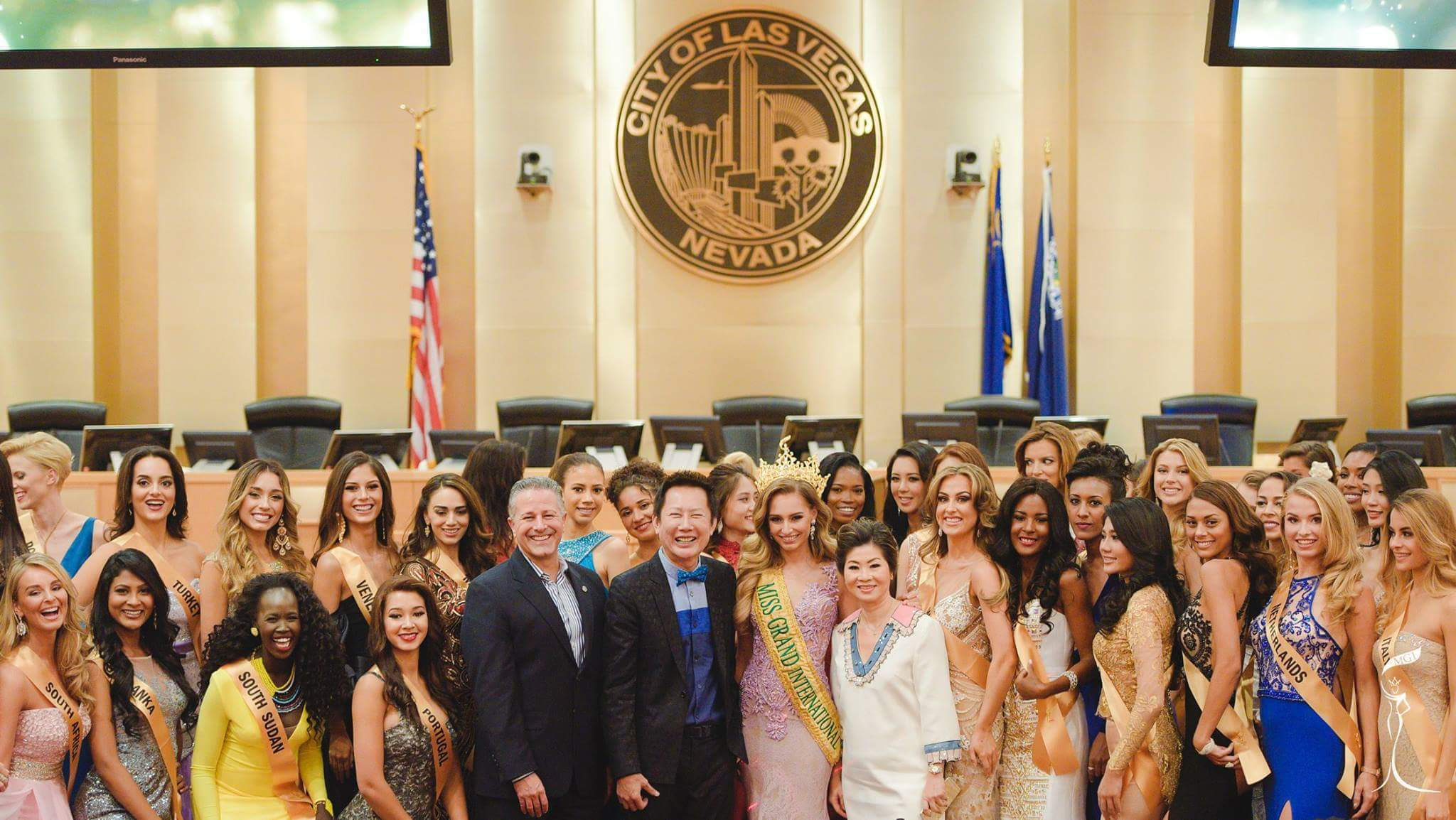
Conferencia de prensa de MGI 2016 en Las Vegas.

En Europa, es una costumbre antigua elegir reyes y reinas simbólicos para las distintas festividades, en las cuales las ganadoras representan las virtudes de la nación y otras ideas abstractas. El primer concurso moderno en Estados Unidos fue llevado a cabo por el más famoso de ellos, P. T. Barnum, dueño del Barnum & Bailey Circus. Se le ocurrió la idea en 1854, pero su certamen fue cancelado por las protestas populares: anteriormente había realizado concursos de perros, bebés y aves. Luego, sustituyó los daguerrotipos por un jurado, una práctica rápidamente adoptada por los periódicos. Estos publicaron fotografías de certámenes de belleza durante varias décadas: en 1880, se realizó el primer concurso de belleza en una playa, para promover el negocio en Rehoboth Beach (Delaware). Los concursos comenzaron a ser habituales en las playas, y el más elaborado se lleva a cabo en Atlantic City (Nueva Jersey). 
El origen de los concursos de belleza modernos puede encontrarse en Miss Estados Unidos (Miss America), el cual se realizó por primera vez en Atlantic City en 1921. El certamen incluyó eliminatorias preliminares, una competición de trajes de noche, espectáculos musicales y un jurado. Sin embargo, continuó siendo criticado por la sociedad en general. Los concursos no se convirtieron en lo que son actualmente hasta la Segunda Guerra Mundial, cuando las «reinas de belleza» se reclutaron para vender bonos y entretener a las tropas. Las becas y las competencias de talentos consideraron aún más las historias y las personalidades de los participantes. 
Los certámenes más importantes incluyen a Miss Mundo (fundado por Eric Morley en 1951), Miss Universo (1952), Miss Internacional (1960) y Miss grand internacional  (2013) , considerados los cuatro mayores, principales y más famosos concursos de belleza. También son destacados Miss Supranacional (2009) y Miss Tierra(2001). Otras competencias, como la de Miss Bondi en Australia, suele emitirse durante los meses de verano. En la década de 1950, los concursos eran promocionados en las ferias como productos locales. Las mujeres de todo el mundo participaban cada año en sus competencias locales para tener la posibilidad de representar a su país.

## Proceso de selección
Los concursos de belleza por lo general tienen muchos jueces y son populares, y los de menor importancia aportan participantes a los más reconocidos. Los concursos mundiales, por lo tanto, requieren cientos, y en ocasiones miles de competencias locales. En Estados Unidos, existe actualmente una industria comercial de certámenes de belleza que organiza miles de eventos un locales y regionales para todas las edades, patrocinados por revistas como The Crown Magazine y Pride of Pageantry.
La típica percepción de un concurso de belleza es que se lleva a cabo una vez al año, las mujeres son de contextura pequeña, el evento es en vivo sobre el escenario, y se incluye una prueba de talentos. Particularmente con la aparición de Internet, esta percepción ha cambiado drásticamente. Aunque no hay eventos «en vivo» de Internet, se han creado páginas para que las personas que deseen inscribirse puedan hacerlo aunque la localización del certamen sea lejana.
Las reinas de belleza, o las ganadoras, son electas mediante varios criterios. Cada concurso tiene sus propios jueces y sus métodos de competencia y de puntuación. Por ejemplo, The Worldwide Pageant tiene un sistema de puntuación único en el cual las participantes pueden obtener una puntuación de 110 %. El sistema otorga el 25 % de la puntuación a la prueba con traje de noche, 25 % a la de ropa deportiva, 50 % al de la entrevista personal y un 10 % opcional por logros extras. Diamond Dolls es una competencia en la que solo se permite utilizar fotografías para calificar a las concursantes.
Aunque no es un factor excluyente, muchas competencias exigen que las participantes sean calificadas por su belleza natural, sin cirugías estéticas o lentes de contacto. Otros concursos, como Classic Beauty, están dedicados a las mujeres con mayores medidas. Mientras que una talla de 14-16 puede ser considerada como tradicional en Estados Unidos, en el mundo de los concursos de belleza la talla, por lo general, debe ser de 6-8.

## Críticas
Las críticas hacia los concursos de belleza radican principalmente en que refuerzan la idea de que las mujeres deben ser valoradas principalmente por su apariencia física, lo cual genera una gran presión sobre estas para que «sean hermosas», gastando dinero en vestimenta, cosméticos, productos para el cabello y cirugías estéticas. Esta «obsesión» por la belleza física incluso lleva a las mujeres a realizar dietas estrictas, con resultados como la anorexia o la bulimia. Aunque algunas competencias tienen componentes que no están basados puramente en la belleza física, las participantes poco atractivas tienen pocas posibilidades de ganar, sin importar su talento, su inteligencia, su educación, su aplomo, su ingenio o su conciencia social. En lugar de proveerles oportunidades a las mujeres, se discute que los concursos de belleza lastiman a quienes que no cumplen las ideas tradicionales de belleza, porque las que sí cumplen el ideal son vistas como «mejores» que el resto.
Actualmente existen certámenes de belleza Plus Size, hechos para mujeres con contextura gruesa con la finalidad de evitar discriminaciones y como una forma de combatir la anorexia y la bulimia.
En muchos casos se han visto también escándalos que involucran tanto a los organizadores como a las concursantes, a tal punto de llegar al extremo de hacer apología aún a la prostitución.
Los certámenes tipo Miss exigen un rango de edad comprendido entre los 17 y 25 años de edad (aun así si la concursante es menor de 18 años requiere un permiso por escrito por parte de su representante). Ello motivó la creación de un certamen especial tipo Mrs. (mistress) o "Señora", para mujeres con edades entre 28 y 60 años y se admiten mujeres casadas y madres de familia. Es otra forma de evitar discriminación por edad y darle oportunidad  a aquellas que no pudieron concursar en su juventud.